# 16221 Kevinyang
16221 Kevinyang è un asteroide della fascia principale. Scoperto nel 2000, presenta un'orbita caratterizzata da un semiasse maggiore pari a 2,4744283 UA e da un'eccentricità di 0,1608378, inclinata di 6,50408° rispetto all'eclittica.